# 寶泉寺站
寶泉寺站（日语：／ Hōsenji eki */?）是位於大分縣玖珠郡九重町大字菅原，日本國有鐵道（國鐵）宮原線的鐵路車站（廢站）。

## 歷史
- 1937年（昭和12年）6月27日：宮原線惠良站至此站之間開業，此站啟用[1]。當時為一般車站[1]。
- 1943年（昭和18年）9月1日：宮原線成為不要不急線而暫停營業[1]。
- 1948年（昭和23年）4月1日：惠良站至此站之間重開[1]。
- 1954年（昭和29年）3月15日：此站至肥後小國站之間開業[1]。
- 1971年（昭和46年）2月20日：結束貨運業務[1]。
- 1984年（昭和59年）
  - 2月1日：結束行李起卸業務[1]。
  - 12月1日：隨著宮原線全線廢除，此站也被廢站[1]。
- 1986年（昭和61年）：車站遺址開設鐵路紀念館[2][3]。
- 2004年（平成16年）：鐵路紀念館關閉[2][3]。
- 2017年（平成29年）7月22日：車站遺址開設觀光物產館「寶泉寺站」[2][3]。

## 車站構造
此站為有人車站，設有1面2線的島式月台。車站位於較高位置，站舍與月台之間需要經過行人隧道和樓梯。現時隧道和樓梯還存在。此站設有區間列車來往豐後森站與此站之間。

## 使用狀況
在廢除前，此站各年度的1日平均乘車人次列表：
| 年度               | 1日平均 乘車人次 |
| ------------------ | ---------------- |
| 1975年（昭和50年） | 169              |
| 1980年（昭和55年） | 123              |
| 1984年（昭和59年） | 108              |

## 車站周邊
- 寶泉寺溫泉（日语：宝泉寺温泉）
- 壁湯溫泉（日语：壁湯温泉）
- 川底溫泉（日语：川底温泉）

## 現狀
在廢線後，站舍被撤去。在1986年（昭和61年），九重町遺址處建設鐵路紀念館，館內展示鐵路的模型地圖，該處還有觀光詢問處。後來，該處還有戰爭資料館、竹工藝展示處和昆蟲館等。該館在2004年（平成16年）關閉。在關閉館後，該處只用作寶泉寺交通中心和巴士站，未有充分利用該處用地。
在2017年（平成29年）7月22日，寶泉寺交通中心進行翻新為觀光物產館「寶泉寺站」。該館為一座木造2層高建築物，總樓面約300平方米。一樓販賣當地農產物和商品等。二樓展出與舊宮原線相關的鐵路資料，以及設有餐廳。

## 相鄰車站
日本國有鐵道（國鐵）
宮原線
町田－寶泉寺－麻生釣

## 注腳

## 相關項目
- 日本鐵路車站列表 Ho